# لغات تشادية
اللغات التشادية هي مجموعة لغوية من فروع اللغات الأفروآسيوية، سميت نسبة لبحيرة تشاد. عددها أكثر من 100